# Дворњики-Вчеларе
Дворњики-Вчеларе (слч. Dvorníky-Včeláre) насељено је мјесто са административним статусом сеоске општине (слч. obec) у округу Кошице-околина, у Кошичком крају, Словачка Република.

## Становништво
| Година:    | 1994. | 2004.   | 2014.   | 2024.    |
| ---------- | ----- | ------- | ------- | -------- |
| Број људи: | 427   | 438     | 474     | 543      |
| Разлика:   |       | +2,57 % | +8,21 % | +14,55 % |

| Година:    | 2023. | 2024.   |
| ---------- | ----- | ------- |
| Број људи: | 535   | 543     |
| Разлика:   |       | +1,49 % |

Према подацима о броју становника из 2011. године насеље је имало 439 становника.